# Haloclava producta
Haloclava producta är en havsanemonart som först beskrevs av William Stimpson 1856.  Haloclava producta ingår i släktet Haloclava och familjen Haloclavidae. Inga underarter finns listade i Catalogue of Life.